# Id Software
Computerspilfirmaet id Software, der ligger i Dallas, Texas, blev grundlagt af fire medlemmer af computerfirmaet Softdisk i 1991. John Carmack, en programmør, John Romero og Tom Hall, spildesignere, og Adrian Carmack, en kunstner.
Firmaet er nu regnet som et af de mest indflydelsesrige spilfirmaer blandt de mange spilfirmaer, der ligger i Dallasområdet.[kilde mangler]

## Produkter
Følgende produkter er skabt af id Software:
- Rage
- Wolfenstein 3D
- HeXen
- HeXen II
- Heretic
- Doom (1993)
- Doom II
- "Final Doom"
- Doom 3
- Doom motoren*
- Quake
- Quake II
- Quake III Arena
- Quakes motor
- Commander Keen
- Doom (2016)
- Doom Eternal